# SOUND HOLIC
SOUND HOLIC是日本的一個音樂同人組織。愛稱「サンホリ」（Sanhori）。

## 概要
SOUND HOLIC以製作東方Project的背景音樂改編CD為主。組織的管理人為GUCCI，現時包括歌手、作詞和作/編曲的成員約有10多人。SOUND HOLIC經常與另一組織「月見堂」合作，SOUND HOLIC的作品插畫多數也是由月見堂擔任制作的。製作的樂曲除了有純音樂和日詞歌曲之外，還有不少都是全曲英文的歌曲。
現時SOUND HOLIC有兩個衍生組織，分別是專門製作爵士樂的「SWING HOLIC」，以及以SOUND HOLIC部分過往的主要成員組成的「A-One」（原名為A1）。A-One也陸續有更多未加入過SOUND HOLIC的人參加。

## 歷史
- 2006年

4月4日－開設SOUND-HOLIC.COM（页面存档备份，存于），並在4月12日發售第一張音樂CD，隨後直至2009年秋共發行過17張。
- 2007年

12月31日－推出同人動畫「TOHO PROJECT SIDE STORY 星の記憶」。
- 2008年

4月8日－開設SWING-HOLIC（页面存档备份，存于）網頁。
10月－「A-One（页面存档备份，存于）」活動開始。
- 2009年

4月1日－宣佈協助unicorn-a的十八禁遊戲「詩篇II～再誕のカタストロフ～」的全音樂制作。其後再宣佈遊戲所有主題曲會由SOUND HOLIC作曲，高橋菜菜（Nana Takahashi）作詞及演唱。遊戲於6月19日推出。
5月24日－與另外兩個同人組織Silver Forest及SYNC.ART'S舉辦「Project.S 2nd stage（页面存档备份，存于）」活動。
6月6日－參加同人音樂活動「MEGAPEER（页面存档备份，存于）」。
8月17日－參加C76第4日舉辦的活動。
11月15日－參加同人活動。
- 2010年

8月14日－發售DVD「東方PVD」

## 作品一覽

### SOUND HOLIC音樂CD
- SDHC-001  SOUND HOLIC MEETS TOHO ～東方的編曲音源集～（2006年4月12日）
- SDHC-002  SOUND HOLIC MEETS TOHO ～東方的幻想四撃蹴～（页面存档备份，存于）（2006年8月13日，Comic Market 70）
- SDHC-003  SOUND HOLIC MEETS TOHO ～東方的幻奏小曲集～（页面存档备份，存于）（2006年8月13日，C70）
- SDHC-004  SOUND HOLIC MEETS TOHO ～東方的夢幻烈歌抄～（页面存档备份，存于）（2006年12月31日，C71）
- SDHC-005  SOUND HOLIC MEETS TOHO ～東方的幽幻奏曲集～（页面存档备份，存于）（2006年12月31日，C71）
- SDHC-006  SOUND HOLIC MEETS TOHO ～東方的幽々舞踏劇～（页面存档备份，存于）（2007年4月29日，M3-2007春）
- SDHC-007  SOUND HOLIC MEETS TOHO ～東方的夢天幻奏典～（页面存档备份，存于）（2007年5月20日，第4回博麗神社例大祭）
- SDHC-008  SOUND HOLIC MEETS TOHO ～東方的紅蓮烈火弾～（页面存档备份，存于）（2007年8月17日，C72）
- SDHC-009  風 -KAZE-（页面存档备份，存于）（2007年12月31日，C73）

本專輯收錄曲「平成河童大系」在C75，由TETLA POT（页面存档备份，存于）製作成Flash動畫，收錄在另一同人組織的遊戲「東方籠奴抄」中。
- SDHC-010  妖 -AYAKASHI-（页面存档备份，存于）（2008年5月25日，例大祭5）

本專輯收錄曲被製作成PV動畫，收錄在另一同人組織在C76推出的遊戲「東方轟流殿」中。
- SDHC-011  TOHO PROJECT SIDE STORY 星の記憶 サウンドトラック（页面存档备份，存于）（2008年5月25日，例大祭5）
- SDHC-012  永 -TOKOSHIE-（页面存档备份，存于）（2008年8月16日，C74）
- SDHC-013  紅 -KURENAI-（页面存档备份，存于）（2008年12月29日，C75）

本專輯收錄曲由月見堂製作成PV，首先於2009年2月27日上載到NICONICO動畫，PV再在5月5日「M3-2009春」修正BUG後，收錄在同人組織的DVD「東方咲月起」中。
本專輯收錄曲「Priere -プリエール-」由月見堂製作成PV，收錄於SOUND HOLIC的DVD「東方PVD」中。
- SDHC-014  Wind Gazer（页面存档备份，存于）（2009年3月8日，例大祭6）
- SDHC-015  花 -HANA-（页面存档备份，存于）（2009年5月5日，M3-2009春）
- SDHC-016  地 -KUNI-（页面存档备份，存于）（2009年8月15日，C76）
- SDHC-017  Phantom Dreamer（页面存档备份，存于）（2009年10月11日，東方紅楼夢5）
- SDHC-018  想 -OMOI-（页面存档备份，存于）（2009年12月30日，C77）

本專輯收錄曲「しゅわスパ大作戦」及「全人類ノ非想天則」由月見堂製作成PV，收錄於SOUND HOLIC的DVD「東方PVD」中。
- SDHC-019  TOHO PIANISM（页面存档备份，存于）（2009年12月30日，C77）
- SDHC-020  Metallical Astronomy（页面存档备份，存于）（2010年3月14日，例大祭7）
- SDHC-021  Endless Seeker（页面存档备份，存于）（2010年8月14日，C78）

本專輯收錄曲「FIRE FLOWER」由月見堂製作成PV，收錄於SOUND HOLIC的DVD「東方PVD」中。
- SDHC-022  星 -HOSHI-（页面存档备份，存于）（2010年8月14日，C78）
- SDHC-023  文 -BUN-（页面存档备份，存于）（2010年12月30日，C79）
- SDHC-024  Scarlet Shooter（页面存档备份，存于）（2011年5月8日，例大祭8）
- SDHC-025  Phantasien（页面存档备份，存于）（2011年5月8日，例大祭8）
- SDHC-026  月 -TSUKI-（页面存档备份，存于）（2011年8月13日，C80）
- SDHC-027  Metallic Vampire（页面存档备份，存于）（2011年10月30日，M3-2011秋）
- SDHC-028  Flower Buster（页面存档备份，存于）（2011年12月30日，C81）
- SDHC-029  幻想★あ･ら･もーど（页面存档备份，存于）（2012年5月27日，例大祭9）
- SDHC-030  幻 -MABORO-（页面存档备份，存于）（2012年5月27日，例大祭9）
- SDHC-031  Energy Breaker（页面存档备份，存于）（2012年8月11日，C82）
- SDHC-032  神 -KAMUI-（页面存档备份，存于）（2012年8月11日，C82）

### SWING HOLIC音樂CD
- SWHC-001  VOL.01（2008年4月10日，Sunshine Creation 39）
- SWHC-002  VOL.02（2008年10月13日，M3-2008秋）
- SWHC-003  VOL.03（2008年12月29日，C75）
- SWHC-004  VOL.04（2009年6月21日，第一回東方崇敬祭）
- SWHC-005  VOL.05（2010年3月14日，例大祭7）

本專輯收錄曲「You know my "Dream"」由作田ハズム製作成PV，收錄於SOUND HOLIC的DVD「東方PVD」中。
- SWHC-006  VOL.06（2010年12月30日，C79）
- SWHC-007  VOL.07（2011年8月13日，C80）
- SWHC-008  VOL.08（2011年12月30日，C81）
- SWHC-009  VOL.09（2012年5月27日，例大祭9）
- SWHC-010  VOL.10（2012年12月30日，C83）

### cold kiss作品
- CDKS-0001 cold kiss（页面存档备份，存于）（2012年4月30日，M3-2012春）

### 映像作品
- SDHV-001  E.C.O.E.S（页面存档备份，存于）（2006年10月9日，M3-2006秋）
- SDHV-002  TOHO PROJECT SIDE STORY 星の記憶（页面存档备份，存于）（2007年12月31日，C73）

與「月見堂」合作、以東方Project為題材的同人動畫，故事主要圍繞月球人侵略幻想鄉，永遠亭眾人與月球人首領對抗的情節。起用植田佳奈、榊原由依等人配音，片頭曲、片尾曲分別由Nana Takahashi及榊原由依演唱。是最早的東方二創動畫。
- SDHV-003  東方PVD（页面存档备份，存于）（2010年8月14日，C78）
- SDHV-004  東方PVD2[永久]（2011年8月13日，C80）
- SDHV-005  東方PVD3（页面存档备份，存于）（2012年8月11日，C82）
- SDHV-006  東方PVD4（页面存档备份，存于）（2012年12月30日，C83）

### 協助製作

#### 音樂專輯
- 東方夢想連歌（Silver Forest，2009年8月15日，C76）
- 東方来夢来人（葉月ゆら，2009年8月15日，C76）
- （とらのあな，2009年12月30日，C77）
- ROKKENJIMA in LOVE（フロンティアワークス，2009年12月30日，C77）
- ANIME HOUSE PROJECT 神曲selection vol.2（メディアファクトリー，2009年12月30日，C77）
- The TOWER（CYTOKINE，2010年3月14日，例大祭7）

#### 遊戲
- 十八禁遊戲「詩篇II～再誕のカタストロフ～」，uricorn-a（音樂）

## 成員

### 管理人
- GUCCI

男性。除了主催SOUND HOLIC之外，還擔任組織內的規劃、演出、作/編曲、作詞、設計、網站管理以及售貨等等。

### 歌手

#### 所屬歌手
- Nana Takahashi（高橋菜々）

女性，在2007年M3-2007春的專輯「東方的幽々舞踏劇」初出現。在SOUND HOLIC內使用「Nana Takahashi」的名義，而在其他場合時則使用「高橋 菜々」的名義。
本身是一名作詞、作曲家，向不少的音樂家提供樂曲制作；另外還參與過不少動畫音樂的製作。
聲優方面，曾經在SOUND HOLIC的同人動畫「星之記憶」中出演。
- aki

女性，在2007年C73的專輯「風-KAZE-」初出現。其演唱的歌曲多數是由另一組織「CYTOKINE」的作詞、編曲的。
- A～YA

女性，在2007年C73的專輯「風-KAZE-」初出現。除了有參與SOUND HOLIC外，亦是SOUND HOLIC另一個以製作爵士樂為主的組織「SWING HOLIC」的主要歌手。
- CALEN

女性，在2007年C73的專輯「風-KAZE-」初出現。
- 西宮れん

女性，在2008年C74的專輯「永-TOKOSHIE-」初出現。
- 709sec.

男性，在2008年C74的專輯「永-TOKOSHIE-」初出現。專門擔任搖滾樂的演唱及編曲。在2009年3月8日「第6回博麗神社例大祭」和同年10月11日「東方紅楼夢5」推出的搖滾樂專輯「Wind Gazer」及「Phantom Dreamer」中，所有收錄歌曲都是由他親自編曲和演唱的。
- SYO

女性，在2009年M3-2009春的專輯「花-HANA-」初出現。繼A～YA之後第二位擔任SWING HOLIC專輯的歌手的人。
- mao

女性，在2009年M3-2009春的專輯「花-HANA-」初出現。
- 匠真

男性，在2009年C77的專輯「想-OMOI-」初出現。

#### 過往所屬歌手
- Shihori（しほり）

女性，在2006年C70的專輯「東方的幻想四撃蹴」初出現。自從2008年10月「Sunshine Creation 42」開始便轉為在另一組織「A-One」活動。
在2002年至2004年期間曾與另一鋼琴家松本あすか組成名為「しほりとあすか」的團體。2006年時架設官方網站"Shihori OFFICIAL WEBSITE"，定期發表CM歌曲及音樂專輯，亦曾為收錄於水樹奈奈的專輯ULTIMATE DIAMOND的歌曲作詞、作曲。
聲優方面，曾經在SOUND HOLIC的同人動畫「星之記憶」中出演藤原妹紅。
- りこ

女性，在2006年C71的專輯「東方的夢幻烈歌抄」初出現。
- MARIN

女性，曾在2006年C71時的專輯「東方的夢幻烈歌抄」擔任近一半歌曲的演唱。
- Nene

女性，在2007年C73的專輯「風-KAZE-」初出現。現在較多參與另一組織「A-One」的活動。
- misa

女性，在2007年C73的專輯「風-KAZE-」初出現。主要擔任敘事曲的演唱。現在也較多參與「A-One」的活動。

#### 非所屬但有參加SOUND HOLIC的歌手
- Hi-Ne

女性，在2008年C74的專輯「永-TOKOSHIE-」初出現，無所屬的同人歌手。
- Hitomi Harada（原田ひとみ）

女性，在2009M3-2009春的專輯「花-HANA-」初出現。
本身隸屬Production baobab，是一位聲優兼歌手。亦曾在「星之記憶」中演出鈴仙。

### 作詞、作/編曲家

#### 現任成員
- Blue E

在2008年C74的專輯「永-TOKOSHIE-」時開始參加，兼任日文及英文作詞，是SOUND HOLIC及SWING HOLIC的主要作詞人。
- SHU

- panoman

主要擔任爵士樂的作詞、作曲，亦會編演歌。與CYTOKINE的隣人為朋友。
- 8STYLE

擅長搖滾風的編曲，也精於硬搖滾、重金屬音樂等。
- MasKaleido

擅長POPS等類型編曲。
- Yurika Ohishi

- drukey

#### 過去的成員
- ELEMENTAS

以製作Eurobeat為主。2008年10月與另外兩名成員Yassie、Shihori組成另一同人組織「A-One」與SOUND HOLIC分開活動。
- Yassie

主要製作電波音樂。
- Yu-ko

主要參與敘事曲的作詞與編曲。現同樣在「A-One」活動中。
- Kuwacho

現在在「A-One」活動中。
- Neiziro

擅長民族音樂風編曲。現在在「A-One」活動中。
- zikee

SOUND HOLIC初成立時已經參加，主要製作trance音樂。現時為止最後一次參與製作的專輯是「紅 -KURENAI-」。
- Akira-kun

SOUND HOLIC成立初始參加，是歌曲「KAZE NO KIOKU」的作詞、編曲者。現時為止最後一次參與製作的專輯是「風 -KAZE-」。
- DAUGHTER

擅長硬搖滾編曲。現時為止最後一次參與製作的專輯是「紅 -KURENAI-」。
- Tarau

- Sato-King

- Masato Kobayashi

- serry

- 聖

- kau

- YAS

- Pul$er

- a.k.a

### 演奏者
- Swing Holic Band

爵士樂團，擔任SOUND HOLIC及SWING HOLIC的爵士樂曲演奏。
- U-ya

主要使用結他伴奏。
- Josh

主要使用結他伴奏。
- 奈々

主要使用小提琴伴奏。
- Ken☆Ken

擔任鼓手。
- Issay

爵士樂演奏家。
- Geist Jazz Band

SWING HOLIC成立前的爵士樂團。

## 外部連結
- SOUND HOLIC官方網站首頁（页面存档备份，存于）
- SOUND HOLIC官方網誌（页面存档备份，存于）
- A-One官方網站（页面存档备份，存于）
- A～YA的網誌（页面存档备份，存于）

## 附註
1. ↑  官方網誌，2009年6月11日查閱。
2. ↑  官方網誌，2009年6月11日查閱。
3. ↑  http://www.nicovideo.jp/watch/sm6282416 （页面存档备份，存于），需有NICONICO動畫帳戶才能觀看
4. ↑  .   [2013-02-03]. （原始内容存档于2016-03-04）.